# Chromatomyia eriodictyi
Chromatomyia eriodictyi är en tvåvingeart som beskrevs av Spencer 1981. Chromatomyia eriodictyi ingår i släktet Chromatomyia och familjen minerarflugor.
Artens utbredningsområde är Kalifornien. Inga underarter finns listade i Catalogue of Life.